# Dean Henderson
Dean Bradley Henderson (født 12. marts 1997) er en engelsk professionel fodboldspiller, som spiller for Premier League-klubben Crystal Palace og Englands landshold.

## Klubkarriere

### Manchester United
Henderson skiftede til Manchester Uniteds ungdomsakademi i 2011 fra Carlisle United. Han skrev sin første professionelle kontrakt med klubben i 2015.

#### Lejeaftaler
Henderson blev i januar 2016 udlejet til Stockport County, som på tidspunktet spillede i den sjettebedste række.
Henderson blev i august 2016 lejet til Grimsby Town, som på dette tidspunkt spillede i League Two. Han blev kaldt tilbage fra lejet af Manchester United den 3. februar 2017, da deres daværende tredjemålmand Joel Castro Pereira var blevet skadet.
Henderson blev i juli 2017 igen udlejet, denne gang til Shrewsbury Town i League One. Henderson spillede en stor rolle i at Shrewsbury nåede til oprykningsfinalen i 2017-18 sæsonen, hvor de dog tabte til Rotherham United.

#### Leje til Sheffield United
Henderson blev i juni 2018 udlånt til Championship-holdet Sheffield United. Han spillede en stor sæson i 2018-19, og var her en stor del af at Sheffield United rykkede op i Premier League. Henderson vandt Championship Golden Glove-prisen, da han holdte rent bur 20 gange i sæsonen.
Efter sæsonen skrev Henderson en ny kontrakt med Manchester United, og klubberne blev enige om at Henderson ville blive lånt tilbage til Sheffield United for 2019-20 sæsonen.

#### Manchester United-debut
Henderson blev i august 2020 del af Manchester Uniteds førstehold. Han fik sin Manchester United-debut den 22. september 2020 i en League Cup-kamp imod Luton Town. Efter en skade til David de Gea den 29. november 2020 fik Henderson flere kampe som førsteholdsmålmand.

#### Leje til Nottingham Forest
Henderson skiftede i juli 2022 til nyoprykkede Nottingham Forest på en lejeaftale, i søgen om mere spilletid.

### Crystal Palace
Henderson skiftede i august 2023 til Crystal Palace på en permanent aftale.

## Landsholdskarriere

### Ungdomslandshold
Henderson har repræsenteret England på flere ungdomsniveauer. Han var del af Englands U/20-hold som vandt U/20 VM i 2017.

### Seniorlandshold
Henderson fik sin debut for det engelske landshold den 12. november 2020. Han var del af Englands trup til EM 2020, men måtte trække sig efter den første kamp med en skade, hvor han blev erstattet af Aaron Ramsdale i truppen.

## Titler
Crystal Palace
- FA Cup: 1 (2024-25)

Manchester United
- FA Cup: 1 (2014-15)

England U/20
- U/20 Verdensmesterskabet: 1 (2017)

Individuelle
- PFA League One Årets hold: 1 (2017-18)
- Sheffield United Årets unge spiller: 2 (2018-19, 2019-20)
- Sheffield United Fansenes årets spiller: 1 (2018-19)
- EFL Championship Golden Glove: 1 (2018-19)